# Marilyn Van Derbur
Marilyn Van Derbur (Denver, 6 giugno 1937) è un'ex modella e attrice statunitense, eletta Miss Colorado 1958 e Miss America 1958.
Nata e cresciuta a Denver, in Colorado, Marilyn Van Derbur si laureò presso l'università del Colorado. A seguito di una presunta storia di abusi sessuali perpetrati dal padre nei suoi confronti, la Van Derbur ha fondato le associazioni American Coalition for Abuse Awareness e One Voice, ed ha scritto il libro Miss America By Day: Lessons Learned from Ultimate Betrayals and Unconditional Love.